# سلینا جایتلی
سلینا جایتلی (انگلیسی: Celina Jaitly؛ زادهٔ ۲۴ نوامبر ۱۹۸۱) یک هنرپیشه، و مدل (شخص) اهل هند است. پدر او یک سرهنگ ارتش از پنجاب هند و مادرش یک روان‌شناس از کابل افغانستان است.
از فیلم‌ها یا برنامه‌های تلویزیونی که وی در آن نقش داشته‌است می‌توان به متشکرم اشاره کرد.

## فیلم‌شناسی
فهرست برخی از فیلم‌هایی که سلینا جایتلی در آن‌ها به ایفای نقش پرداخته‌است:
- متشکرم
- تام، دیک و هری
- ورود ممنوع
- هرج و مرج برمی‌گردد
- زنده
- بازی
- جوانی دیوانگی
- زنجیر
- سلام عزیزم
- شاکالاکا بوم بوم
- پول باشه یار هم میاد
- جانشین